# Émile Morel
 (mars 2021).
Pour les articles homonymes, voir Morel.
Œuvres principales
Les Gueules noires
 Émile Gustave Henri Morel  est un écrivain et homme de lettres français rattaché au courant naturaliste, né le 26 avril 1873 à Arras et mort le 16 décembre 1919 à Caudéran. Il acquiert une certaine renommée littéraire en raison de la publication avec Théophile Alexandre Steinlen  en 1907 des Gueules noires , recueil d'histoires sur le monde de la mine et des mineurs de charbon après la catastrophe de Courrières. Il disparait ensuite de l’histoire et de la mémoire littéraires jusqu’à la parution en 2020 d'une nouvelle édition de cet ouvrage.

## Les premières années
Émile Morel est né au No 6 place Ste-Croix en plein cœur du centre historique d’Arras, à quelques pas de la Grand-Place et de l’hôtel de ville et de son beffroi. Il est le fils unique de Gustave Morel (1845-1910), brasseur, et de Gabrielle Deleau. Son père est Ingénieur des arts et manufactures. Sa mère est issue d’une famille de propriétaires et de négociants arrageois. La brasserie Morel, fondée en 1831, écoule l’essentiel de sa production au niveau local. En 1878, Gustave Morel est élu conseiller municipal républicain, il siège probablement jusqu’en 1900. Il est considéré comme un grand ami des arts, il possède une des plus belles collections de tableaux et de sculptures de la région. Émile Morel, pur produit de la grande bourgeoisie locale, aurait dû normalement hériter de la brasserie familiale et en reprendre la gestion mais il va choisir une autre voie. Le 1er octobre 1891, âgé de 18 ans et étudiant, il s’engage pour une durée de trois ans au prestigieux 12e régiment de chasseurs à cheval  caserné à Rouen. Émile Morel est déclaré déserteur le 12 mai 1892, il a sans doute passé la frontière belge dès le 10 mai 1892. Il réside environ un mois à Bruxelles  avant de s’installer à Anvers. Il est employé de commerce pour la firme d’un ressortissant anglais Thomas Cobden-Baines, commissionnaire et expéditeur en douane. Cette famille détient une certaine position sociale dans la métropole, elle commerçait notamment avec le continent africain. Emile Morel quitte Anvers, sans doute au début de 1894 pour Fribourg en Suisse. Il ne s’y attarde pas longtemps puisqu’il est de nouveau inscrit dans les registres de population de Bruxelles à partir en janvier 1895, il y est repris comme rentier. Il va occuper diverses résidences dans la capitale belge avant d’effectuer un bref séjour à Liège  du 20 mars au 19 juin 1897. Il s’installe ensuite Rue de la Loi, alors un quartier très résidentiel et vert, avec sa fiancée Elisa Olin.

## Un mariage prestigieux
Elisa Adèle Florentine Esdré Olin est née à Bruxelles-ville le 2 mars 1871. Son grand-père Nicolas Olin (1803-1870), originaire de Sedan, s’installe en Belgique peu de temps après 1831 et y crée les papeteries de Virginal située en Brabant wallon. Son père François Olin (1840-1883) reprit les papeteries et fut Bourgmestre de Virginal-Samme, amateur d’arts, il était le propriétaire de plus de 800 œuvres de Félicien Rops. Son oncle Henri Olin (1838-1871), critique d’art, est un grand collectionneur de tableaux de l’école réaliste belge et d’œuvres de Corot, Courbet etc. Le fils d’Henri, Pierre-Marie Olin (1865-1913) fut le directeur de La Wallonie, la grande revue francophone et européenne du courant symboliste fondée en 1886 par le liégeois Albert Mockel.  Il collabora aussi aux revues françaises l'Ermitage, les Entretiens politiques et littéraires et à La Revue blanche. Son oncle Xavier Olin (1836-1899) est avocat, professeur de droit à l’Université Libre de Bruxelles, recteur de cette même université, député libéral de l’arrondissement de Nivelles (1878-1884) et Ministre des Travaux publics (1882-1884) en pleine guerre scolaire avec le parti catholique. Enfin sa tante Adèle Olin fut l’épouse d’Edmond Picard (1836-1924), avocat, homme de lettres et sénateur socialiste de 1894 à 1908. Elle fit l’objet de plusieurs tableaux dont un peint par Théo Van Rysselberghe (tout comme Pierre-Marie Olin en 1887). Toutes ces personnes furent, d’une manière ou l’autre, partie prenante dans la défense de l’art dit moderne ou social au cours du dernier tiers du XIXe siècle. Picard fut une figure importante du mouvement symboliste, il était proche de la plupart des écrivains et artistes de la fin de siècle comme Camille Lemonnier, Emile Verhaeren, Constantin Meunier ou Auguste Rodin qu’il exposa chez lui. Edmond Picard et Xavier Olin, tous deux francs-maçons, furent les témoins de mariage d’Émile Morel. Par ce mariage le 20 juillet 1897 à Bruxelles, Émile Morel renforce son implantation dans toute une série de cercles politiques et artistiques de la fin du XIXe siècle. En novembre 1897, le jeune couple quitte Bruxelles et part s’installer à Lausanne.

## Le retour à Arras et les premiers écrits
Suite de l’adoption de la loi d’amnistie du 27 avril 1898 qui vise les déserteurs et insoumis, Émile Morel revient avec son épouse à Arras  où, dans un premier temps, il travaille à la brasserie familiale. En 1900, lors d’une période d’exercices au 13e régiment d’artillerie, il fait une chute de cheval qui lui brise le tibia gauche, ce qui provoqua un raccourcissement d’environ 2 cm du membre. Il est réformé par décision ministérielle du 12 avril 1901. Cet accident ne l’empêcha pas de continuer à pratiquer l’escrime et ce à un niveau élevé puisque la presse de l’époque mentionne son nom à quelques reprises. Le Soir (Paris) du 3 août 1903, écrit que « l’aimable romancier d’Arras est de retour dans cette ville. Il s’occupe beaucoup de l’escrime et pratique aussi fort, le fleuret, l’épée et le sabre ». Le Petit Caporal du 17 mars 1904 le décrit comme « le romancier et fort escrimeur d’Arras ». C’est aussi en 1900 qu’il publie à Arras son premier livre intitulé Comment on écrit l’histoire en Angleterre, bref essai d’une vingtaine de pages prenant la défense des Boers, les colons blancs d’Afrique du Sud, alors en conflit avec l’empire britannique. La famille Morel-Olin, agrandie de deux enfants, quitte la France au cours de l’année 1901 pour résider à Nyon dans le canton de Vaud. Elle revient à Arras dès 1902, Emile Morel publie la même année sa première œuvre de fiction chez un éditeur genevois  Le charme des yeux. Cet ouvrage comprend trois parties : Les yeux purs, Madeline et l’Aveugle. Morel s’inscrit dans le courant littéraire (finissant) du naturalisme qui, prenant la relève du réalisme, a cherché à faire de la littérature un mode d'expérimentation du monde réel. Pour ce courant, la littérature ne peut plus se faire hors de l'histoire et hors d'une prise de conscience des mécanismes sociaux. Elle explore aussi un phénomène que la médecine contemporaine commence à appréhender, celui de l'hérédité physiologique, avec sa longue suite de tares, de déchéances et de crimes... Plutôt que la figure tutélaire de Émile Zola, il est probable que Morel ait été plus influencé par Camille Lemonnier et par Joris-Karl Huysmans. En 1903, nait à Arras le quatrième et dernier enfant de la famille Morel-Olin.

## Névrose
Le roman suivant d’Émile Morel intitulé Névrose sort en 1904, il est publié par la maison d’édition que vient de fonder l’occitan Edward Sansot. Ce lanceur de jeunes auteurs est considéré comme « un éditeur à compte d’auteur qui n’est pas trop gourmand et aime donner sa chance aux débutants ». Névrose va avoir un retentissement beaucoup plus important dans la presse et les revues que son ouvrage précédent. Il faut remarquer d’emblée que ce roman est accompagné d’illustrations de Manuel Orazi, artiste rattaché au courant de l’Art Nouveau et illustrateur « maison » de Sansot. L’histoire est assez simple, il s’agit des déambulations teintées d’effluves d’opium dans les rues Florentines d’un jeune poète ruminant le départ et l’absence de sa bien-aimée qui vit avec un autre. Une fois celle-ci revenue, elle ne suscitera plus chez lui que son désintérêt, le souvenir de son amour passé étant plus intense que la réalité. En dehors du Mercure de France qui semble en avoir assez de tous ces jeunes gens souffrant d’une fin de siècle qui ne passe pas, la critique est plutôt positive. Le Figaro du 12 février 1904, sous la plume de Philippe-Emmanuel Glaser, évoque un fort remarquable roman et une œuvre troublante, maladive et forte qui certainement aura un gros retentissement dans le monde des lettres. Noël Lefèvre dans Le Grand Echo du Nord et du Pas-de-Calais, le grand journal régional de l’époque, en date du 21 février 1904, considère qu’il « faut louer M. Émile Morel d'avoir tiré bon parti d'un cas psychologique si curieux et il faut saluer en lui un écrivain de race et d'avenir. Son talent d'ailleurs n'est pas d'aujourd'hui seulement apprécié dans le monde des lettres. (…) Névrose est le roman du jour (…) il marche sur sa 6e édition ». Vers 1905, la famille Morel-Olin quitte Arras pour Melun, à proximité de Paris, et s’y installe avec deux domestiques et une gouvernante pour les enfants. La propriété familiale est le lieu de réception de jeunes auteurs et de prestations théâtrales et musicales. Le Gil Blas, quotidien à la tonalité assez littéraire, rapporte ainsi dans son édition du 24 juin 1907 qu’une : « fête très cordiale réunissait, hier, à Melun, dans les magnifiques jardins de M. Émile Morel, un groupe de jeunes poètes et de jeunes artistes (...) dans un garden-party littéraire très agréable ».  Les réseaux de sociabilité du couple Morel-Olin sont donc étendus et variés, par ce biais un lien peut être établi avec de nombreuses revues politiques et littéraires de l’époque, tant en France qu’en Belgique. C’est donc un écrivain « en vue » qui publie Les Gueules noires en 1907.

## Les Gueules noires
Emile Morel a sans doute rédigé son ouvrage dans la foulée de Névrose. Il s’agit probablement d’un projet antérieur à la catastrophe minière de Courrières du 10 mars 1906 où 1 099 mineurs furent ensevelis par un coup de poussier. Si l’on prend en compte le cercle de sociabilité très étendu de son parent Edmond Picard, avec des artistes comme Lemonnier, Meunier, Verhaeren, etc. qui ont tous évoqué ou illustré ce monde, ce fait doit avoir influencé son projet d’écriture. La publication des Gueules noires intervient début 1907 chez Sansot, elle est accompagnée d’illustrations de Théophile Alexandre Steinlen qui est un des illustrateurs les plus réputés de l’époque. Les deux auteurs se sont rendus ensemble dans le bassin minier avant de finaliser leurs contributions. En dehors de quelques exceptions, la réception critique du livre fut nombreuse et plutôt élogieuse. Le Figaro du 13 juillet 1907 évoque un livre tout à fait remarquable et fort, l’auteur ayant « su exprimer avec un intense accent de vérité la tragique, la sombre, l'héroïque destinée de ces Gueules noires, dont l’existence de labeur et de peine se poursuit dans les ténèbres de la mine; tour à tour terribles, enfantins, lamentables ou tragiques, ils vivent dans ces nouvelles (…) des aventures médiocres ou formidables, mais toujours d'une vivante et palpitante vérité ». Gustave Rouanet dans L’Humanité (jaurésienne), écrit que : « la vérité littéraire en laquelle M. Morel a fixé ses gueules noires, le crayon âpre, de Steinlen la commente, la traduit, presque page par page, en des lithographies d'une intensité d'expression douloureuse, inexprimable, une expression de douleur infinie qui monte des êtres et des choses... »  Le quotidien de la SFIO va ensuite, à partir du 11 juillet 1907, publier intégralement le texte des Gueules noires en feuilleton mais sans les illustrations de Steinlen. G. Valette dans L’Intransigeant, journal du communard Henri Rochefort considère qu’« avec ce livre, M. Emile Morel se révèle un romancier du plus grand avenir. » Le texte de Morel compte sept parties de longueur inégale constituant de véritables tranches de vie des mineurs et de leur famille. « La paye », « Multitude solitude », « Train-tramway », « Dimanche », « La Jaune », « Le Baptême » et « La Veuve », brossent selon Diana Cooper-Richet : « un tableau quasi complet – ne manque que celui de la vie domestique qui n’est qu’effleurée – du monde de la houille. Dans cet univers, des silhouettes vont et viennent en un long troupeau, en une « colonne houleuse ». (…) Emile Morel dresse un tableau très sombre, le plus souvent désespérant, de ce secteur de l’industrie. Il n’accorde aucune dignité aux hommes et aux femmes qui y travaillent. Il les dépeint comme des bêtes de somme, comme des brutes avinées… » François André, considère quant à lui dans la revue Toudi « qu’en bon représentant du naturalisme, Emile Morel peut apparaitre au fil des pages comme sans pitié pour ceux qu’ils observent mais il ne leur est certainement pas hostile, son regard est décalé et extérieur à ce monde ouvrier mais il n’est pas méprisant. Les illustrations de Steinlen, pleines d’empathie, agissent d’ailleurs souvent comme de véritables contrepoints au texte ». Il cite ensuite un passage de l’ouvrage où Morel et un de ses personnages semblent fusionner : « il va, songeant à ce pays de richesses et de douleurs, de forces et de misères. Il pense à tous ceux qui sont là, sous lui, dans les profondeurs d’abîmes, luttant contre les forces élémentaires. Et c’est bien une pitié fraternelle qu’il ressent pour eux » 

## L’oubli et les dernières années
De manière surprenante, Emile Morel disparait complètement de la vie littéraire après la publication des Gueules noires ! À une date indéterminée, la famille Morel-Olin quitte Melun pour Bayonne. Le 9 décembre 1914, Émile Morel, encore en âge d’être mobilisé dans l’armée territoriale, passe devant le conseil de révision de Pessac en Gironde . Il est maintenu sous statut de réformé. Sans doute vers fin 1918, début 1919, Émile Morel s’installe avec sa famille dans une belle résidence à l’entrée du parc municipal de Caudéran, le Neuilly bordelais. Il y décède à l’âge de 46 ans le 16 décembre 1919. Un petit avis nécrologique publié le 18 décembre 1919 dans le quotidien La Petite Gironde annonce pour le lendemain ses obsèques en l’église locale.

## Résidences
- 1873-1892 : Arras
- 1892-1894 ? : Bruxelles et Anvers
- 1894-1895 : Fribourg (ville suisse)
- 1895-1897: Bruxelles, Liège, Bruxelles
- 1897-1898: Lausanne
- 1898-1901 : Arras
- 1901-1902 : Nyon
- 1902-1905 : Arras
- 1905- ? : Melun
- ? - ? : Bayonne
- 1919 : Caudéran

## Œuvres
- Comment on écrit l’histoire en Angleterre, essai, Arras (1900)
- Le charme des yeux, Genève (1902)
- Névrose, Paris (1904)
- Les Gueules noires, Paris (1907) et réédition en 2020 avec les avant-propos de Dominique Simonnot et la postface de Philippe Kaenel, éditions À Propos  (ISBN 9782915398205)

## Articles
- François André, « Les "Gueules noires" d'Émile Morel et Steinlen reparaissent », la revue Toudi, 19 mars 2021[1],
- Diana Cooper-Richet, « Les gueules noires », ou le long parcours d’un livre méconnu. The Conversation (France), 26 novembre 2020[2].